# Friedrich August Reißiger

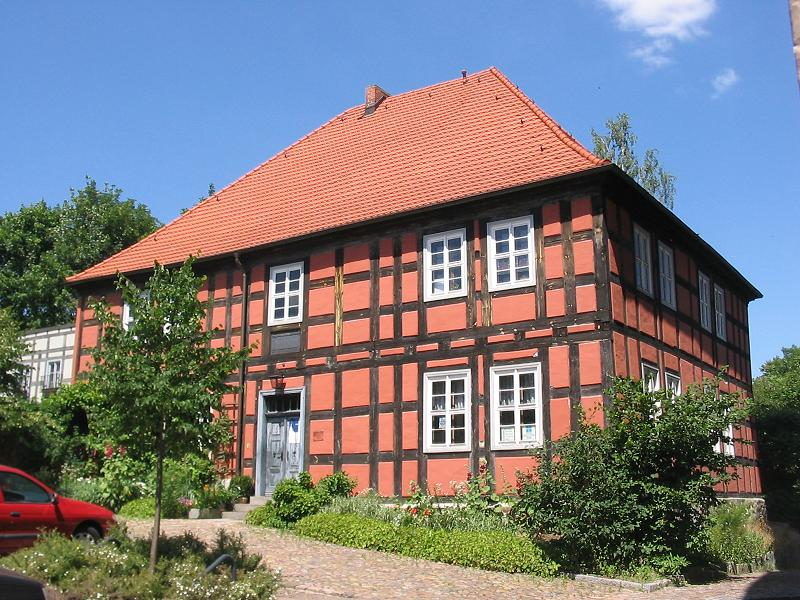
Geboortehuis van Friedrich August Reißiger

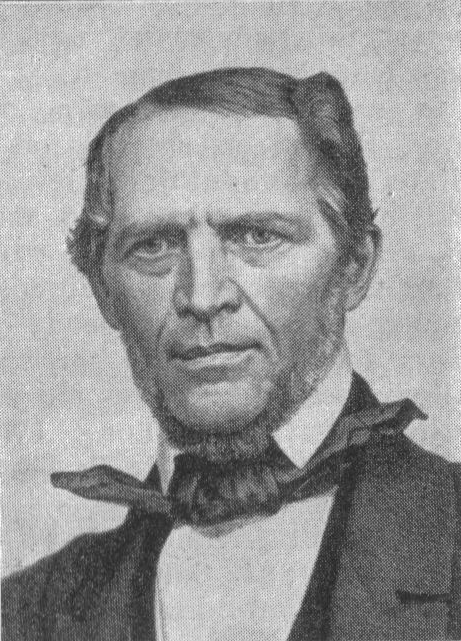
Friedrich August Reißiger, Lithografie van C. Simonsen

Friedrich August Reißiger (Belzig, 26 juli 1809 – Halden (Noorwegen), 2 maart 1883) was een Duits componist, muziekpedagoog en kapelmeester. Hij is de jongere broer van Carl Gottlieb Reißiger, eveneens componist, muziekpedagoog en dirigent. Hun vader Christian Gottlieb Reißiger (1762–1825) was cantor in Belzig.

## Levensloop
Reißiger kreeg piano- en vioolles van zijn vader. Al vroeg verving hij zijn vader als organist in de kerk. Net als zijn broer ging hij op 13-jarige leeftijd naar Leipzig op de Thomasschule en zong in het Thomanerkoor. Vanaf 1830 studeerde hij theologie in Berlijn. Tegelijkertijd studeerde hij muziek bij Siegfried Dehn en werd in 1834 lid van de zogenoemde Sing-Akademie in Berlijn.

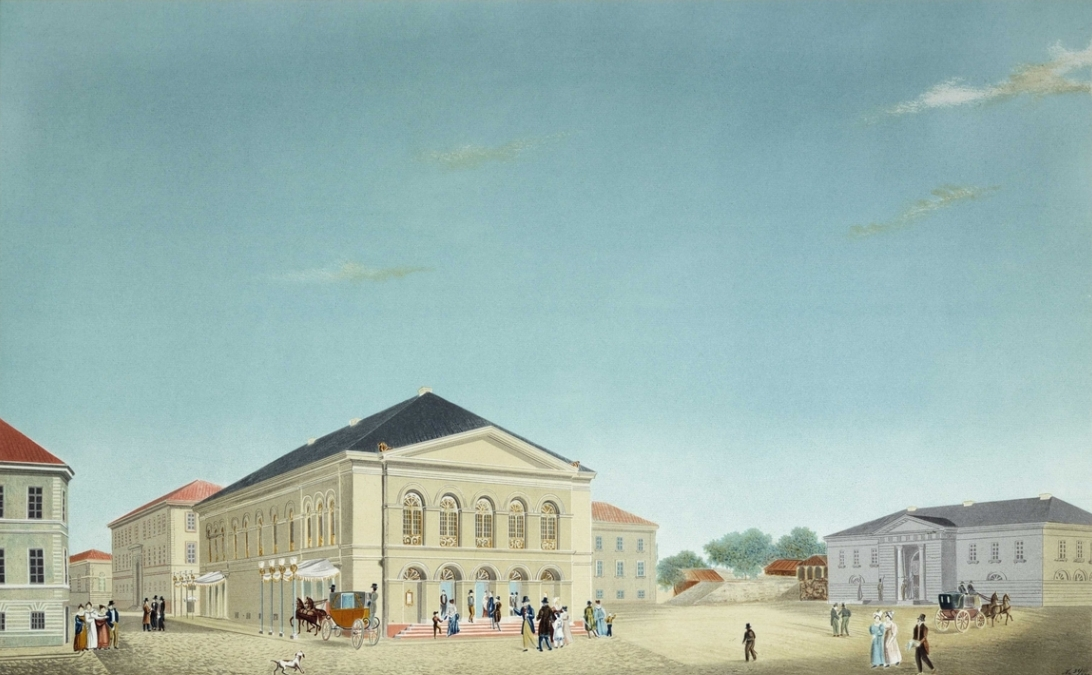
Christiania theater

In 1840 vertrok hij naar Christiania, zoals Oslo toen nog heette. In 1843 werd hij muziekdirecteur aan het Christiania-theater, dat in 1837 gebouwd was door Christian Heinrich Grosch (1801-1865). Voortaan bleef hij in Noorwegen en heeft het Noorse muziekleven beïnvloed. Als directeur van het Christiania-theater voerde hij 33 opera's op, waarvan 13 nieuwe werken. Hij werkte ook als organist aan de Rooms-katholieke kerk en was dirigent van het orkest Det Filharmoniske Selskab.
Reißiger had ook privé-leerlingen, onder andere Johan Diederich Behrens (1820–1890), die bij hem muziektheorie studeerde.
In 1850 werd hij organist aan de Immanuel-kerk in Halden. Aldaar ontstonden de meeste van zijn composities. Hij werkte hier ook als dirigent van het koor (Fredrikshalds Sangforening) en orkesten (Det Musikalske Selskab, Det Dramatiske Selskab). Verder was hij dirigent van de Militaire kapel van de 1e Brigade te Halden en van het harmonieorkest Det Fredrikstenske Musikkorps, dat later hun naam veranderde in Det Norske Blåseensemble.
Voor zijn verdiensten voor de ontwikkeling van het Noorse muziekleven werd hij in 1875 onderscheiden met de Orde van Sint-Olaf.
Als componist schreef hij veel koormuziek, maar ook orkestwerken en kamermuziek. Het in 1864 gecomponeerde werk Olaf Trygvason werd door studenten uit Noorwegen en Zweden tijdens de Exposition Universelle (1878) in Parijs uitgevoerd.

## Composities

### Werken voor orkest
- Rapsodi over norske folketoner (Rapsodie over Noorse liederen), voor orkest

### Werken voor harmonieorkest
- 1875 Festmarsj (Feestmars)
- Fantasier over Norske Nationalmelodier
- Fantasier over Norske Nationalmelodier nr. 2
- Ouverture tot "Til saeters"

### Missen en gewijde muziek
- 1844 Requiem ved kong Karl Johans død (Requiem in herinnering aan Koning Karel XIV Johan van Zweden), voor solisten, gemengd koor en orkest

### Werken voor koor
- 1864 Olaf Trygvason, voor mannenkoor - tekst: Bjørnstjerne Bjørnson
- 1865 En Sangers Bøn, voor mannenkoor, viool, cello en orgel - tekst: Johan Sebastian Welhaven
- 1870 Den norske Sjømand, voor mannenkoor - tekst: Bjørnstjerne Bjørnson
- 1875 Festsang, voor gemengd koor - tekst: Jørgen Moe

### Vocale muziek
- Du är liksom en blomma, voor zangstem en piano - tekst: naar Heinrich Heine "Du bist wie eine Blume" uit het boek der liederen
- Vier Gesänge, voor zangstem en piano, op. 2 - tekst: Heinrich Heine
- Lieder und Gesänge, voor 1 diepe zangstem en piano, op. 20
- Lieder und Gesänge, voor zangstem en piano, op. 28
- Der schlesische Zecher und der Teufel "Auf Schlesien's Bergen, da wächst ein Wein", voor bas en piano - tekst: August Kopisch

### Kamermuziek
- 1860 Strijkkwartet
- Katzenduett
- Quintette sur des Mélodies Norvégienne, op. 59

### Werken voor orgel
- 24 Präludien und Postludien
- Hochzeitsmarsch

### Werken voor piano
- 1860 Neuer Feen-Reigen, verzameling van originele dansen voor piano, op. 50